# Victor Puiseux
Victor Alexandre Puiseux (Argenteuil, 16 de abril de 1820 - Frontenay (Jura), 9 de septiembre de 1883) fue un matemático y astrónomo francés. Las series de Puiseux se nombran así por el, como también en parte el teorema de Bertrand-Diquet-Puiseux. También fue un alpinista aficionado consumado. Un pico en los Alpes franceses, que escaló en 1848, lleva su nombre.
Una especie de geco israelí, Ptyodactylus puiseuxi, recibe su nombre en su honor.

## Vida
Nació en 1820 en Argenteuil, Val-d'Oise. Ocupó la cátedra de mecánica celeste en la Sorbona. Sobresaliente en el análisis matemático, introdujo nuevos métodos en su descripción de las funciones algebraicas y, mediante sus contribuciones a la mecánica celestial, desarrolló el conocimiento en esa dirección. En 1871, fue elegido por unanimidad como miembro de la Academia de las Ciencias de Francia.
Uno de sus hijos, Pierre Henri Puiseux, fue un famoso astrónomo.
Murió en 1883 en Frontenay, Francia.